# Hlazove, Șostka
Hlazove (în ucraineană Глазове) este o comună în raionul Șostka, regiunea Sumî, Ucraina, formată numai din satul de reședință.

## Demografie
Componența lingvistică a comunei Hlazove
     Rusă (54,14%)
     Ucraineană (45,66%)
     Alte limbi (0,19%)
Conform recensământului din 2001, majoritatea populației comunei Hlazove era vorbitoare de rusă (54,14%), existând în minoritate și vorbitori de ucraineană (45,66%).